# Separation av person
Separation av person eller Séparation de corps et d'habitation var en historisk form av skilsmässa i Frankrike före franska revolutionen. Det var en av två former av skilsmässor lagliga i Frankrike fram till att skilsmässa i modern mening för första gången infördes 1792; den andra var separation av egendom.  
Skilsmässa i modern mening, där ett äktenskap erkändes som lagligt men ändå upplöstes och gav båda parter tillstånd att gifta om sig under sin förra makas levnadstid, förekom inte i det katolska Frankrike före Loi autorisant le divorce en France år 1792. Däremot förekom två versioner av skilsmässa, som i moderna ögon snarare kan betecknas som en slags laglig separation. 
Enligt förrevolutionär fransk lag, var mannens lagliga skyldighet att försörja sin maka ekonomiskt och avstå från att misshandla henne, medan en hustrus skyldighet var att visa lydnad och inte begå äktenskapsbrott. Brott mot dessa skyldigheter betraktades som skäl för separation (mannens otrohet var inte ett sådant skäl). 
Vid kvinnlig otrohet, hade hennes make rätt att få henne inspärrad i kloster på två år genom ett lettre de cachet; när två år hade gått, kunde han förlänga inspärrningen till livstid, om övriga familjen gick med på detta efter ett familjeråd. En make hade också rätt att spärra in sin fru i kloster på livstid av annan orsak än otrohet, utan att gå via domstolen, under förutsättning att han hade tillstånd från ett familjeråd; ett sådant frihetsberövande räknades då som lagligt. 
På grund av de fördelar äktenskapslagen gav mannen, var det nästan enbart kvinnor som hade anledning att ansöka om skilsmässa vid domstol, eftersom mannen redan hade laglig rätt att förfoga över sin maka som han ville och i praktiken upplösa äktenskapet om han önskade genom att få henne inspärrad. En hustru hade inte samma lagliga möjlighet: den enda lagliga möjligheten för en hustru att få sin make inspärrad var om han bevisligen hade utsatt henne för mordförsök eller led av sinnessjukdom. 
Den mildare formen av skilsmässa var separation av egendom, då en kvinna kunde begära att bli ekonomiskt myndigförklarad och få kontrollen över familjens finanser. Detta betraktades som en form av skilsmässa enligt dåtida lag, och den godkändes ofta om en kvinna kunde bevisa att maken hade misskött familjens ekonomi, eller hade övergivit henne, vilket gjorde det nödvändigt för henne att kunna förfoga fritt över kassan. Det vanliga var dock att paret fortsatt levde tillsammans och att maken stödde hustruns ansökan för att på så sätt sanera sina skulder. 
Separation av person var en i modern mening mer fullständig form av skilsmässa, då den gav makarna lagligt tillstånd att leva på skilda håll och upphävde deras respektive juridiska skyldigheter mot varandra: äktenskapet var dock inte upplöst, och ingendera part hade rätt att gifta om sig medan den andra levde. Separation av person godkändes om kvinnan framgångsrikt lyckades bevisa att maken hade misshandlat henne eller utsatt henne för mordförsök. Det förekom dock olika tolkningar och tillämpning av denna lag beroende på den sökandes samhällsklass: medan en icke adlig kvinna tvingades bevisa upprepad misshandel eller allvarliga mordförsök för att få skilsmässa, kunde en adlig kvinna få en sådan godkänd endast genom att bevisa att maken hade gett henne en örfil eller förolämpat henne verbalt. Domstolen brukade enligt sedvana tillerkänna en frånskild kvinna underhåll från maken.  
Denna skilsmässa avskaffades genom den reformerade skilsmässolagen Loi autorisant le divorce en France efter franska revolutionen 1792.  